# 家寶醫學研究室
家寶醫學研究室於1974年6月落成使用，現位於國立成功大學力行校區內。是紀念804總醫院與中華醫專全國首創軍民建教合作之建築。興建完成後做為台南陸軍804總醫院醫護人員和當時中華醫專實習學生之圖書室，在2000年804總醫院基地撥交給國立成功大學後，醫學研究室一度用做工友班備勤室，現為成大考古所倉庫。

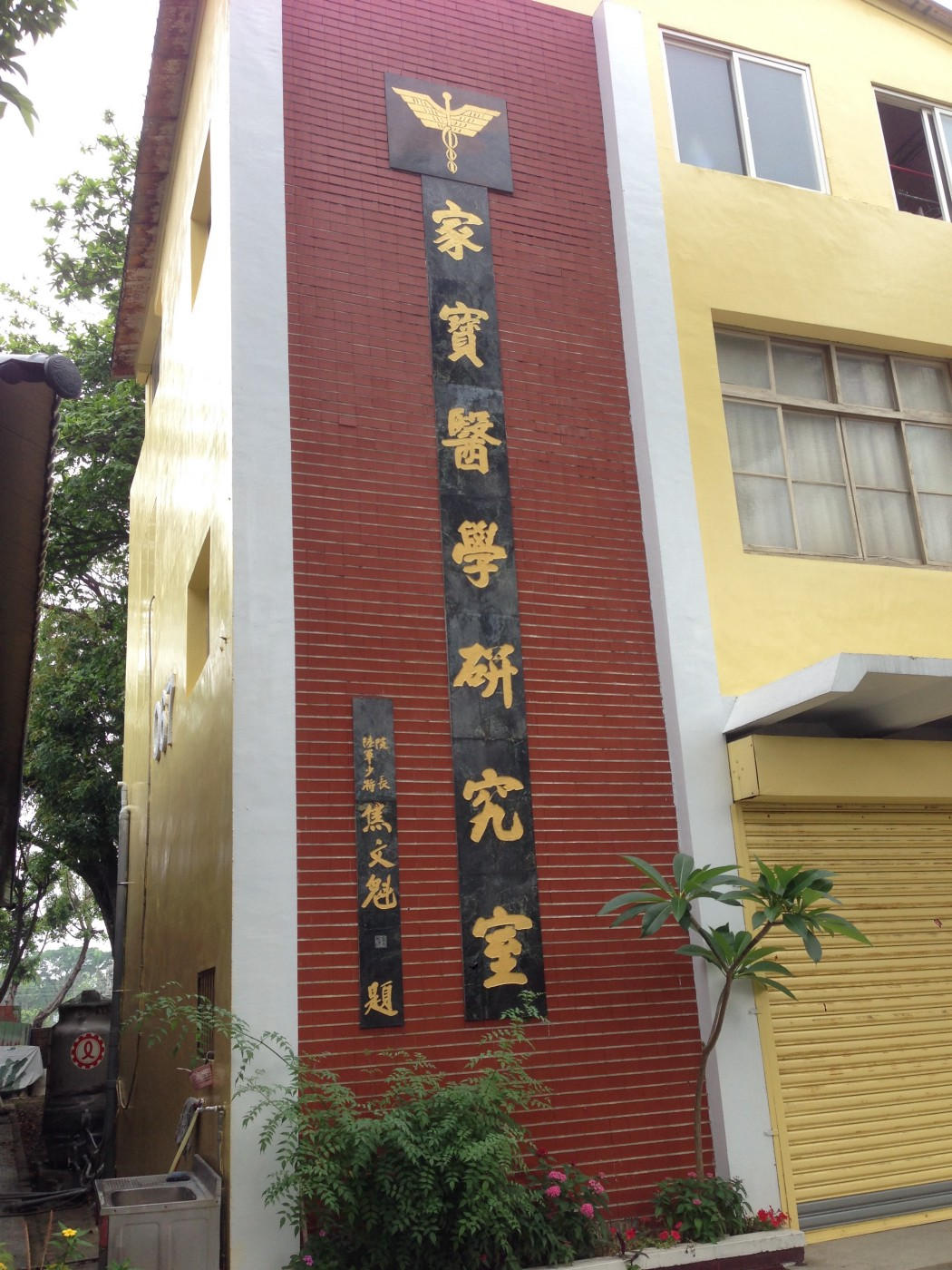
位於國立成功大學力行校區內，現為成大考古所倉庫

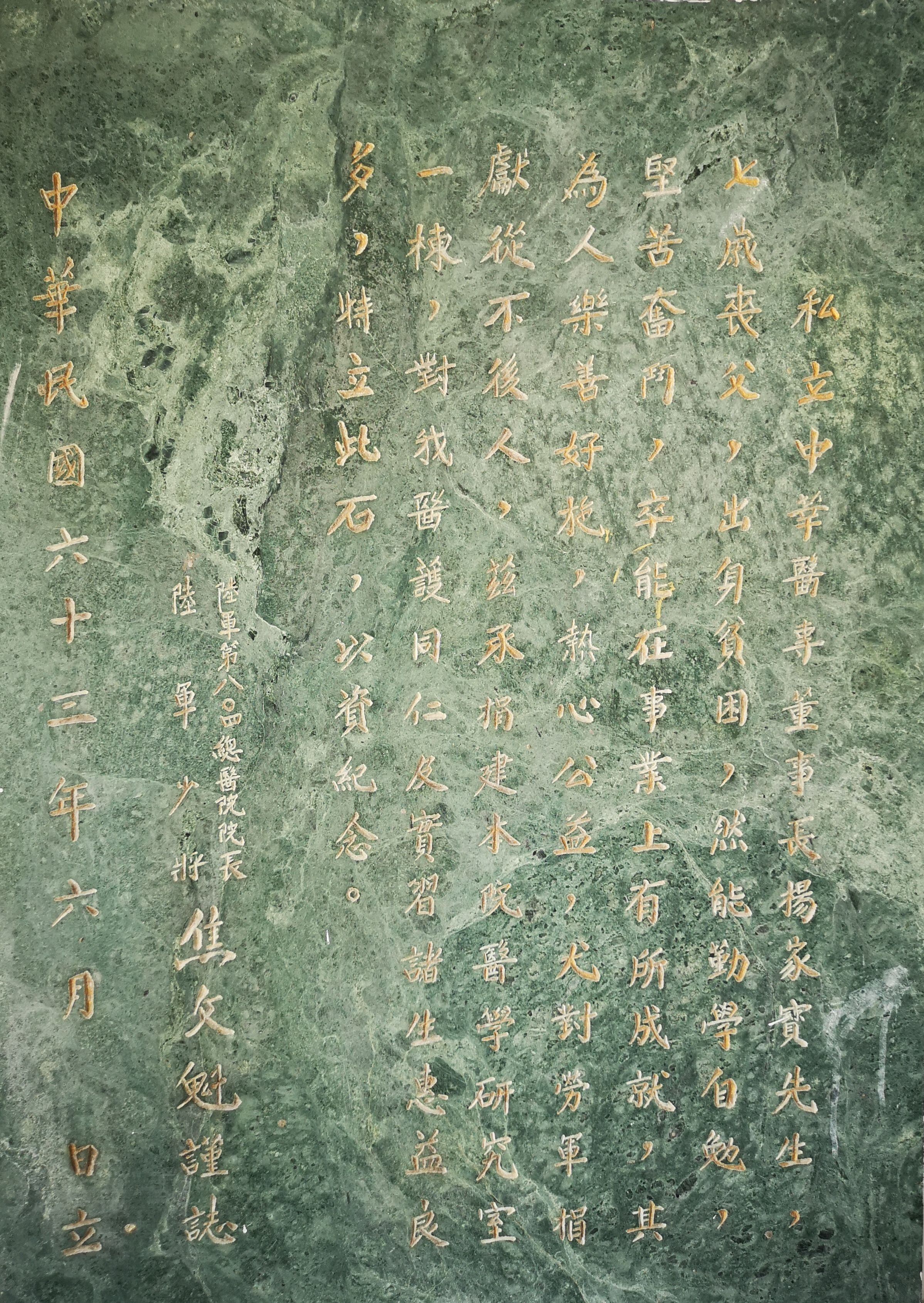
家寶醫學研究室一樓落成紀念碑文

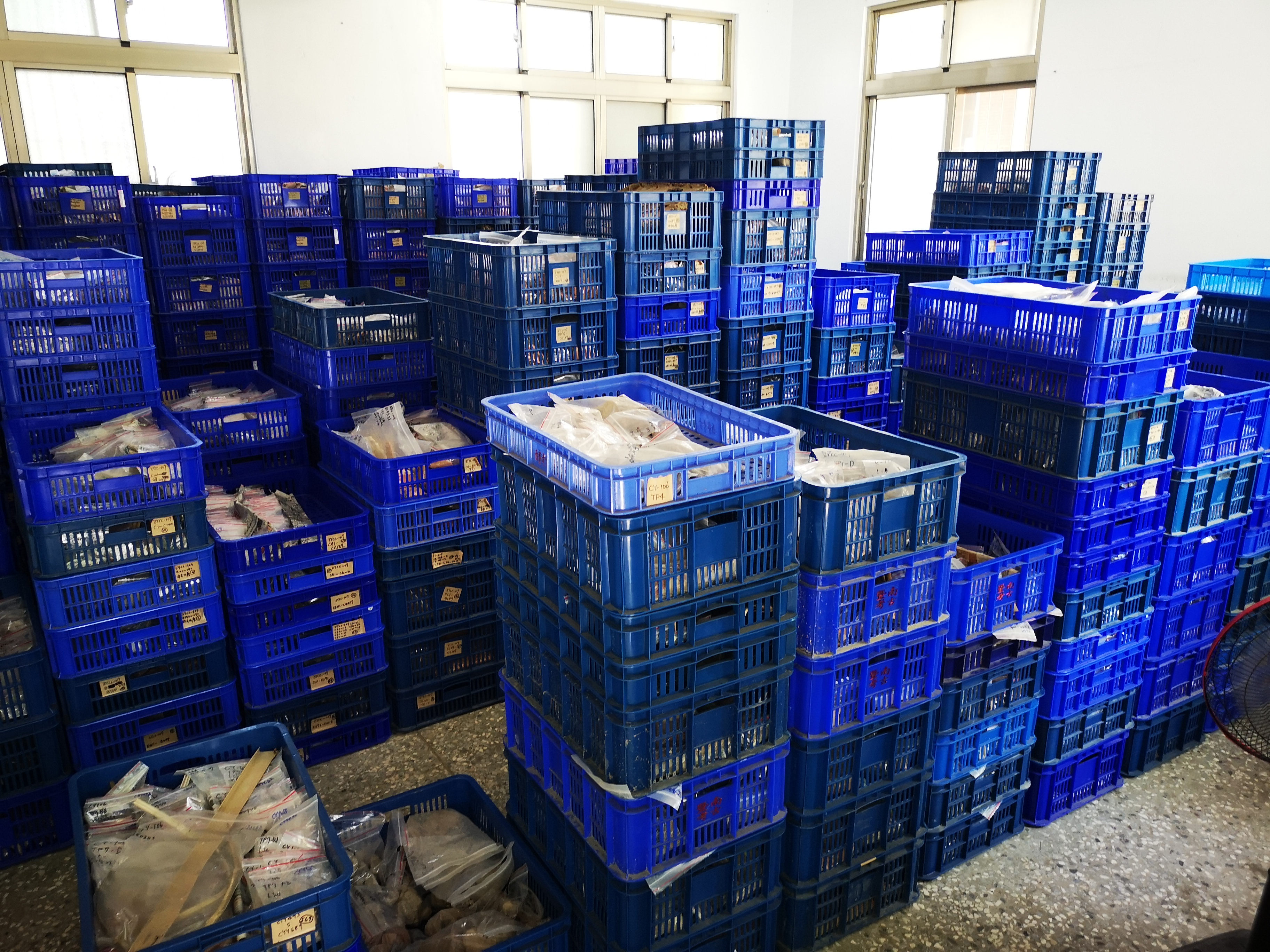
一樓考古所標本

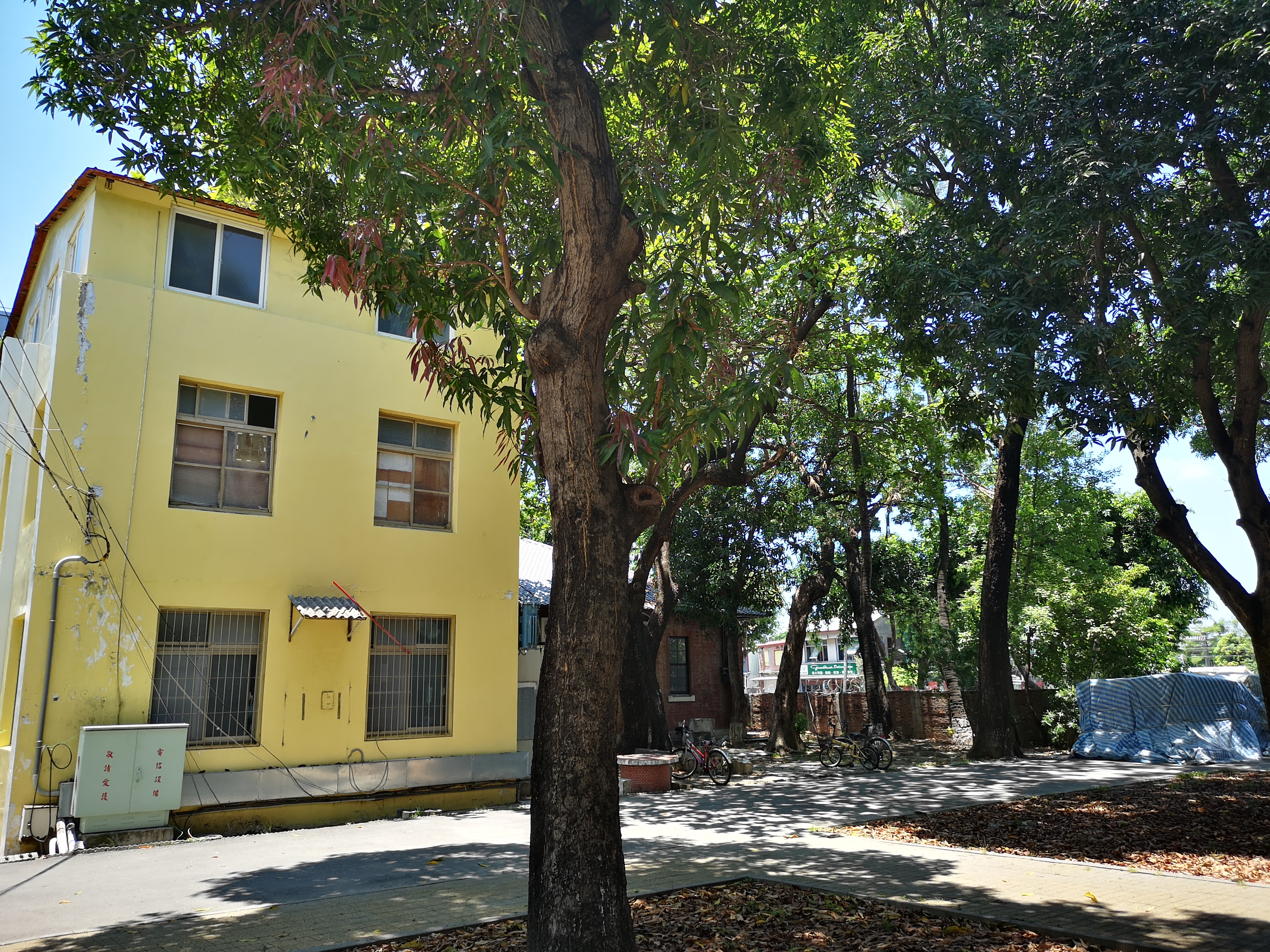
家寶醫學研究室西邊的百年大樹

## 歷史
戰後國民政府接收後，國軍接管日治時期台南衛戍病院、 成立陸軍訓練司令部軍醫院，隨後醫院曾數次更名，在1954年更名為直屬聯勤總部的「聯勤第四總醫院」，1955年改編為「陸軍第四總醫院」，1960年5月改稱「陸軍第804總醫院」（後習稱「804總醫院」或是「四總醫院」），804總醫院保留日治時期原來的格局，再陸續增建醫學研究室、軍眷門診、配電室等，以接應戰後的醫療需求。1974年由中華醫專董事長楊家寶出資新台幣35萬元，建好後贈予804總醫院，故以「家寶醫學研究室」命名。楊家寶董事長也支持棒球運動，於1973年擔任領隊，率領台南市巨人隊赴美國威廉波特少棒賽奪得世界冠軍。受贈者是804總醫院第十任院長焦文魁，曾於民國68年獲市議會審議通過頒贈台南第一號榮譽市民。804總醫院與中華醫專（1999年改稱作中華醫事科技大學）簽訂全國首創軍民建教合作計劃，以配合國家經濟發展和動員戰備之需要，並解決學生就業問題與醫護專技人員之補充，達到民間教育與國防相互結合之目標。
因為延用的日軍台南衛戌病院建築，空間不敷使用。中華醫專董事長楊家寶先生，為了改善醫護與實習生的研讀環境，乃捐建「家寶醫學研究室」，是當今成大校區內第一棟民間企業捐贈的建築。據前軍醫局局長陳宏一將軍回憶，在醫院裡「家寶醫學研究室」是唯一可以安靜讀書的地方。
當時的建教合作是雙向的，除了由醫院提供學生實習的環境以外，醫院也派醫生與護理長到中華醫專授課。據曾任中華醫專代理校長陳豐村回憶，以及華醫第一屆畢業校友李焙偉、胡曉梅提供的資料。804總院曾派病理檢驗科主任梁維熹、放射科吳永平主任、護理科方惠卿主任、教授病理學及血液學的804總醫院檢驗科主任雍建輝等多人至華醫授課。
2000年醫院現址撥交國立成功大學。2003年台南市政府公告原日軍台南衛戍病院七棟建築物：原管理室、原管理室附屬家、兩棟原病室、原消毒室與實驗室、原傳染病室、原講堂及迴廊走道為台南市市定古蹟本體。2004年7月拆除804總醫院戰後興建之編號 041、043、049、054、057、062、065、055、050、 046、044、044-1、045、031、036、027、028、026、014、004、002、081、 082、009、024、008、076-1 等27棟非屬古蹟之建築物。「家寶醫學研究室」列入保留不拆除。

## 拆除爭議
- 2022年3月傳出可能將拆除後[17]，成大部分師生、文史界和中華醫大校長與校友發動保存行動。文資處長林喬彬表示該案經委員會勘，決議不列冊追踨，意即不強制規定須保存；成功大學校長蘇慧貞指審議後不保存。[18]
- 中華醫大校長孫逸民，以「家寶醫學研究室」與中華醫事科技大學深厚淵源，親自前往探勘，向成大副校長李俊璋表達，期盼能在不拆除之下，保留原建築豐富台南的文化資產[9][10]。校長孫逸民同時表示，近半個世紀前軍事醫療機構和民間醫事學校建教合作、攜手醫事人才培育，就是從家寶醫學研究室開始，對照今日產官學合作在各級政府、企業和學校之間已蔚為風潮，更加凸顯家寶醫學研究室特殊和珍貴，期盼能一切圓滿。[19]
- 成大台文系副教授廖淑芳在媒體受訪時認為，804總醫院保留的原日軍衛戍病院建築，保留了與台南市民互動的紀錄，基於歷史的延續性，應保留「家寶醫學研究室」。並反對，拆除建築物改立紀念碑的提議。[20]

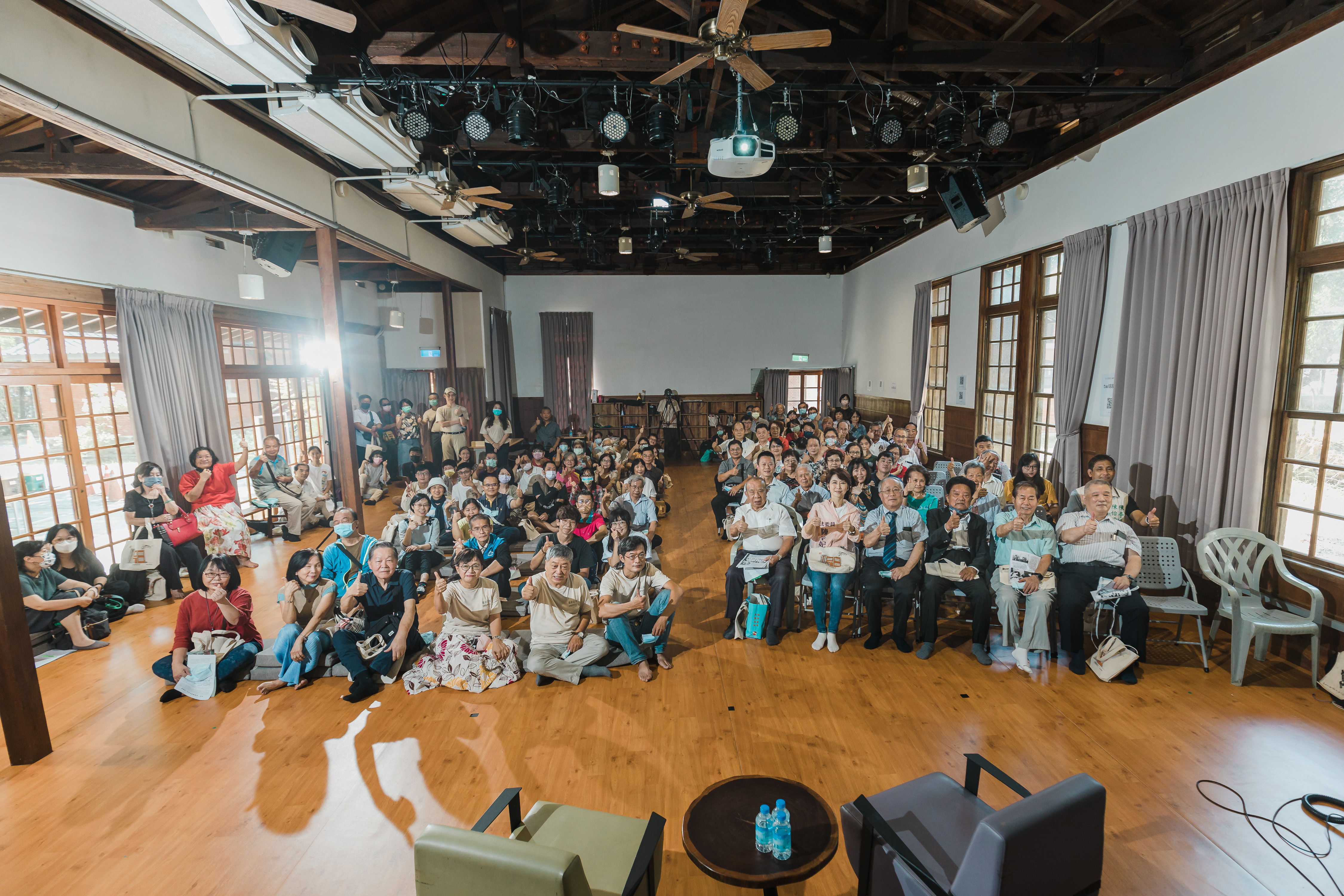
民眾、學界、軍醫界及曾於八0四總醫院工作者，回到舊場域，觀賞紀錄片、舉辦論壇、發起連署。

- 民眾、學界、軍醫界及曾於八0四總醫院工作者，回到舊場域，觀賞紀錄片、舉辦論壇、發起連署。2022年8月20日一群關心文史民眾、學界、軍醫界及曾於804總醫院工作者，回到舊場域，觀賞紀錄片【戡亂時期下的軍民合作思潮－家寶醫學研究室】[21]、由國軍桃園總醫院（前804總醫院）、台南市體育總會棒球委員會等十餘單位舉辦論壇[22]、發起保留連署。包括數十位曾在804總醫院工作的醫護到場，其中年紀最長者為九十一歲的前院長參謀吳照煌先生，大家希望能保存這棟見証台灣社會集體記憶的建築。陳亭妃委員於論壇中表示，台南市即將四百年，小螺絲可建構台南完整歷史。前軍醫局中將局長陳宏一表示，這棟研究室曾經是他在院內唯一可以安靜讀書的地方。過去八0四總醫院是台南市主要大型醫院，曾經為許多市民，提供醫療服務。文史學者鄭道聰認為建物建構國家記憶及教育學生的意義，若只保留日治片段，將形成消失的近代。[23]

- 2022年8月22日台南市議員王家貞呼籲各界連署，保留這棟擁有全國首創軍民建教合作、成大校園內第一棟民間人士捐贈之建築等許多第一的建築，作為台南市醫療發展史的記憶。文資處說，成大校園新舊建築共融，見證城市發展及空間使用變遷，許多成大師生、校友關切建物保存。[24][25]

## 空間規劃
此棟建築最初為長10公尺、寬7公尺兩層樓的鋼筋混凝土建物，於1986年又加蓋三樓為圖書館。其建築面積僅21坪，受限緊鄰「家寶醫學研究室」西側，有保存層級A的大樹5棵，保存層級B的大樹3棵。南側為被服室，東側汽車通道，北側考古所。「家寶醫學研究室」的用途隨醫院的建教合作案和院區的地籍所屬而有所更動。「家寶醫學研究室」落成後主要作為圖書館，提供醫護人員和中華醫專學生讀書、研究使用。直至1987年，804總醫院由台南遷址到桃園後，醫學研究室曾荒廢一時。到2000年，國防部將衛戍病院基地撥交給成大，作為力行校區西側用地，「家寶醫學研究室」便於2015年經整修後變成力行校區的工友班備勤室，供當時的工友休憩、沐浴和換洗。現今，工友工作室已被搬遷，醫學研究室改作為成大考古所倉庫。